# Länsväg 246
Länsväg 246 går sträckan Filipstad – Hagfors – Uddeholm, i Värmlands län.
Den ansluter till:
- Riksväg 63 (i Filipstad)
- Länsväg 245 (vid Gumhöjden)
- Länsväg 240 (mellan Uddeholm och Hagfors)
- Riksväg 62 (väster om Uddeholm)